# ChessGames.com
ChessGames.com é banco de dados de partidas de xadrez e uma comunidade de enxadristas na Internet, que mantém mais de 400.000 partidas armazenadas, além de oferecer tópicos diários, tais como Game of the Day e Puzzle of the Day.
O registro é gratuito e permite aos usuários discutir partidas, aberturas, torneios, dentre outros, deixando comentários no Kibitzer's Corner que é encontrado em quase todas as páginas do site, assim como criar coleções de partidas e um perfil pessoal. 
Os usuários também pode se registrar no Premium Membership, por meio de pagamento de uma taxa, tendo como benefício o acesso aos seguintes serviços, dentre outros:
- Opening Explorer
- Endgame Explorer
- Sacrifice Explorer

De acordo com estatísticas do próprio site, há mais de 70.000 enxadristas cadastrados, todavia, somente 19% em atividade. 